# Équation d'état cubique
En thermodynamique, une équation d'état cubique est une équation d'état d'un fluide pouvant s'écrire sous la forme d'un polynôme de degré trois en fonction du volume.
Elles ont une forme générale de polynôme du troisième degré en {\displaystyle Z}, le facteur de compressibilité :
avec {\displaystyle c_{2}{,}\,c_{1}{,}\,c_{0}} des paramètres qui ne dépendent que de la pression, de la température et de la composition du mélange, le volume n'apparaissant que dans le facteur de compressibilité. Sous cette forme, ces équations sont facilement utilisables en appliquant la méthode de Cardan pour trouver le volume d'un fluide.

## Historique

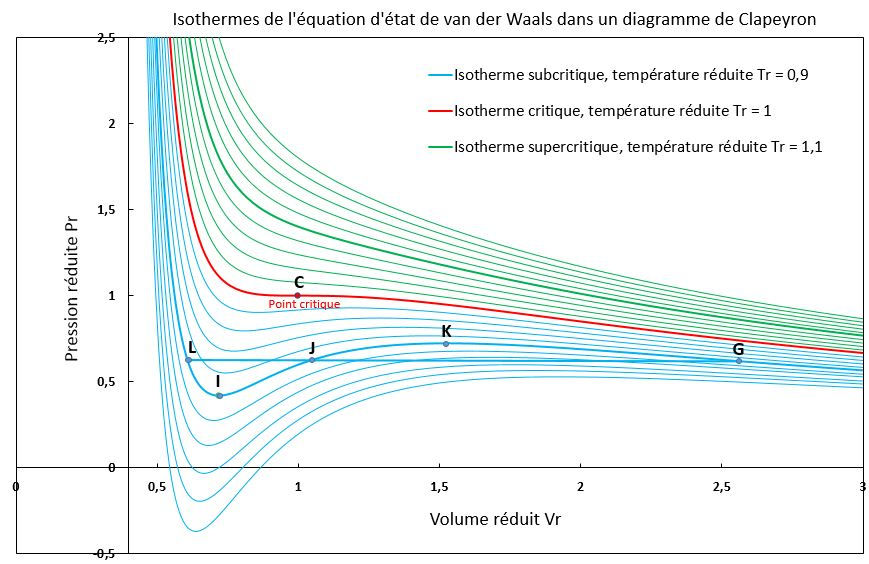
Figure 1 - Courbes à température constante (isothermes) de l'équation d'état de van der Waals dans un diagramme de Clapeyron.
En rouge : l'isotherme critique ; le point critique est noté C. Au-dessus (courbes vertes) le fluide est supercritique. Au-dessous (courbes bleues) le fluide peut être liquide (point L) ou gazeux (point G).

La première équation d'état cubique est celle de Johannes Diderik van der Waals et date de 1873 ; elle valut le prix Nobel de physique en 1910 à son concepteur. Van der Waals introduisit les notions d'interaction à distance et de taille des molécules dans son équation, ce qui la différencie fondamentalement du modèle des gaz parfaits dans lequel les molécules sont des sphères dures sans dimension qui n'interagissent entre elles que par collision. La grande nouveauté de cette équation fut de prédire un point critique et la transition de phase gaz-liquide (voir Figure 1). Cette équation et toutes celles qui lui ont succédé présentent néanmoins un certain nombre de défauts inhérents à la forme, dont celui de mal représenter le point critique et de surévaluer systématiquement le volume des liquides.
Cependant, la simplicité de ce modèle, sa facilité d'utilisation et la possibilité de calculer les équilibres liquide-vapeur conduisirent de nombreux chercheurs à en proposer des développements. La liste d'équations présentée dans cet article n'est pas exhaustive et ne pourrait pas l'être étant donné la profusion de publications concernant ces équations. La sélection effectuée se base sur des critères tant liés à l'histoire qu'à l'intérêt pratique des équations. L'équation de van der Waals par exemple est présentée parce qu'elle est la première des équations d'état cubiques, mais son imprécision l'a fait abandonner dans la pratique, hormis dans le domaine de l'enseignement où sa simplicité la rend facilement manipulable. Les équations d'état de Soave-Redlich-Kwong (1972) et de Peng-Robinson (1976) sont encore d'usage courant dans l'industrie et font toujours l'objet de nombreuses études.

## Équations diverses

### Équation de van der Waals (1873)
Cette équation d'état, la première équation d'état cubique, a été proposée en 1873 par Johannes Diderik van der Waals. Elle valut à celui-ci le prix Nobel de physique de 1910 « pour ses travaux sur l'équation d'état des gaz et des liquides ». Elle est la première équation d'état qui, en tenant compte des interactions entre molécules via le paramètre {\displaystyle a} et de la taille de celles-ci via le paramètre {\displaystyle b}, représente la transition de phase liquide-gaz et le point critique. Elle se présente sous la forme :
Elle a pour forme polynomiale :
Pour un corps pur, les paramètres {\displaystyle a} (constant) et {\displaystyle b} sont calculés à partir des pression et température critiques (mesurables expérimentalement) selon :
Le paramètre {\displaystyle a} est généralement écrit sous la forme {\displaystyle a=\Omega _{a}{R^{2}{T_{\mathrm {c} }}^{2} \over P_{\mathrm {c} }}\cdot \alpha \!\left(T\right)}. Pour l'équation de van der Waals, {\displaystyle \Omega _{a}={27 \over 64}} et {\displaystyle \alpha \!\left(T\right)=1}.
Cette équation nécessite la connaissance de {\displaystyle T_{\mathrm {c} }} et {\displaystyle P_{\mathrm {c} }}.

### Équation de Clausius (1880)
L'équation de van der Waals souffre de nombreux défauts, dont ceux de ne pas représenter correctement le volume critique et la capacité thermique isochore. Dès 1880 Rudolf Clausius, qui auparavant avait complété l'énoncé du deuxième principe de la thermodynamique (1850) et inventé le concept d'entropie (1865), proposa une amélioration de l'équation d'état de van der Waals,,. Cette équation tente de corriger le défaut de l'équation de van der Waals au point critique en introduisant un terme correctif {\displaystyle c} et celui concernant la capacité thermique isochore en faisant dépendre le paramètre {\displaystyle a} de la température. L'équation de Clausius prend la forme :
Elle a pour forme polynomiale :
Pour un corps pur, les paramètres {\displaystyle a}, {\displaystyle b} et {\displaystyle c} sont calculés à partir des coordonnées du point critique (mesurables expérimentalement) selon :
avec :
Cette équation nécessite la connaissance de {\displaystyle T_{\mathrm {c} }}, {\displaystyle P_{\mathrm {c} }} et {\displaystyle {\bar {V}}_{\mathrm {c} }} (ou {\displaystyle Z_{\mathrm {c} }}).

### Équation de Berthelot (1899)
Le paramètre {\displaystyle c} de l'équation de Clausius étant petit devant {\displaystyle b}, Daniel Berthelot propose en 1899 de considérer que {\displaystyle c=0},,. Son équation prend la forme :
Elle a pour forme polynomiale :
Pour un corps pur, les paramètres {\displaystyle a} et {\displaystyle b} sont calculés à partir des coordonnées du point critique (mesurables expérimentalement) selon :
avec :
Cette équation nécessite la connaissance de {\displaystyle T_{\mathrm {c} }}, {\displaystyle P_{\mathrm {c} }} et {\displaystyle {\bar {V}}_{\mathrm {c} }} (ou {\displaystyle Z_{\mathrm {c} }}).

### Équation de Redlich-Kwong (1949)
En 1949 Otto Redlich et Joseph Neng Shun Kwong proposent une nouvelle modification du terme attractif de l'équation de van der Waals, :
Elle a pour forme polynomiale :
Pour un corps pur, les paramètres {\displaystyle a} et {\displaystyle b} sont calculés à partir des coordonnées du point critique (mesurables expérimentalement) selon :
avec :
Cette équation nécessite la connaissance de {\displaystyle T_{\mathrm {c} }} et {\displaystyle P_{\mathrm {c} }}.

### Équation de Soave-Redlich-Kwong (1972)
En 1972 Giorgio Soave propose une modification de la fonction {\displaystyle \alpha } de l'équation de Redlich-Kwong en y introduisant le facteur acentrique {\displaystyle \omega }. Cette nouvelle équation est appelée équation de Soave-Redlich-Kwong ou de Redlich-Kwong-Soave. Elle est de la forme :
Elle a pour forme polynomiale :
Pour un corps pur, les paramètres {\displaystyle a} et {\displaystyle b} sont calculés à partir des coordonnées du point critique (mesurables expérimentalement) selon :
avec :
Cette équation nécessite la connaissance de {\displaystyle T_{\mathrm {c} }}, {\displaystyle P_{\mathrm {c} }} et {\displaystyle \omega }.

### Équation de Peng-Robinson (1976-1978)
En 1976 Ding-Yu Peng et Donald Robinson proposent une nouvelle modification du terme attractif de l'équation de van der Waals. Cette équation est de la forme :
Elle a pour forme polynomiale :
Pour un corps pur, les paramètres {\displaystyle a} et {\displaystyle b} sont calculés à partir des coordonnées du point critique (mesurables expérimentalement) selon :
avec :
Cette équation est appelée Peng-Robinson 76.
En 1978, Peng et Robinson modifient la fonction {\displaystyle m} selon :
Cette équation est appelée Peng-Robinson 78.
Cette équation nécessite la connaissance de {\displaystyle T_{\mathrm {c} }}, {\displaystyle P_{\mathrm {c} }} et {\displaystyle \omega }.

### Équation de Patel-Teja (1982)
En 1982 Navin C. Patel et Amin S. Teja proposent une nouvelle modification du terme attractif de l'équation de van der Waals afin de mieux prendre en compte le facteur de compressibilité critique {\displaystyle Z_{\mathrm {c} }} via un paramètre {\displaystyle c},. Cette équation est de la forme :
Elle a pour forme polynomiale :
Pour un corps pur, les paramètres {\displaystyle a}, {\displaystyle b} et {\displaystyle c} sont calculés à partir des coordonnées du point critique (mesurables expérimentalement) selon :
avec :
Le facteur de compressibilité critique {\displaystyle Z_{\mathrm {c} }} peut être la valeur expérimentale ou être calculé, pour les fluides apolaires, selon :
{\displaystyle Z_{\mathrm {c} }=0,329032-0,076799\,\omega +0,0211947\,\omega ^{2}}
Le paramètre {\displaystyle \Omega _{b}} est la plus petite racine réelle de l'équation :
{\displaystyle {\Omega _{b}}^{3}+\left(2-3Z_{\mathrm {c} }\right){\Omega _{b}}^{2}+3{Z_{\mathrm {c} }}^{2}\Omega _{b}-{Z_{\mathrm {c} }}^{3}=0}
Les paramètres {\displaystyle \Omega _{a}} et {\displaystyle \Omega _{c}} sont ensuite calculés selon :
{\displaystyle \Omega _{a}=3{Z_{\mathrm {c} }}^{2}+3\left(1-2Z_{\mathrm {c} }\right)\Omega _{b}+{\Omega _{b}}^{2}+1-3Z_{\mathrm {c} }}
{\displaystyle \Omega _{c}=1-3Z_{\mathrm {c} }}
Cette équation est proche de celle de Soave-Redlich-Kwong si {\displaystyle \omega =0} et de celle de Peng-Robinson si {\displaystyle \omega =0,3}.
Cette équation nécessite la connaissance de {\displaystyle T_{\mathrm {c} }}, {\displaystyle P_{\mathrm {c} }}, {\displaystyle \omega } et {\displaystyle {\bar {V}}_{\mathrm {c} }} (ou {\displaystyle Z_{\mathrm {c} }}).

### Équation de Patel-Teja-Valderrama (1990)
En 1990, la complexité de la formulation de l'équation de Patel-Teja et sa limitation aux fluides apolaires conduisent José O. Valderrama à en proposer une forme généralisée, plus simple mathématiquement et applicable également aux fluides polaires. Cette équation est de la forme :
Elle a pour forme polynomiale :
Pour un corps pur, les paramètres {\displaystyle a}, {\displaystyle b} et {\displaystyle c} sont calculés à partir des coordonnées du point critique (mesurables expérimentalement) selon :
avec :
Les paramètres {\displaystyle \Omega _{a}}, {\displaystyle \Omega _{b}} et {\displaystyle \Omega _{c}} sont calculés selon :
{\displaystyle \Omega _{a}=0,66121\,-0,76105\,Z_{\mathrm {c} }}
{\displaystyle \Omega _{b}=0,02207\,+0,20868\,Z_{\mathrm {c} }}
{\displaystyle \Omega _{c}=0,57765\,-1,87080\,Z_{\mathrm {c} }}
Cette équation nécessite la connaissance de {\displaystyle T_{\mathrm {c} }}, {\displaystyle P_{\mathrm {c} }}, {\displaystyle \omega } et {\displaystyle {\bar {V}}_{\mathrm {c} }} (ou {\displaystyle Z_{\mathrm {c} }}).

### Formes généralisées
Toutes les équations d'état cubiques présentées précédemment peuvent être représentées sous les deux formes généralisées suivantes :
Les paramètres {\displaystyle u}, {\displaystyle w}, {\displaystyle r_{1}} et {\displaystyle r_{2}} sont des nombres réels adimensionnels. Ils sont liés par les relations :
{\displaystyle u=-\left(r_{1}+r_{2}\right)}
{\displaystyle w=r_{1}\cdot r_{2}}
et réciproquement :
{\displaystyle r_{1}=-{u \over 2}+{\sqrt {{u^{2} \over 4}-w}}}
{\displaystyle r_{2}=-{u \over 2}-{\sqrt {{u^{2} \over 4}-w}}}
Selon l'équation d'état et les règles de mélange appliquées, les paramètres {\displaystyle u}, {\displaystyle w}, {\displaystyle r_{1}} et {\displaystyle r_{2}} peuvent dépendre de la température et de la composition. Le tableau suivant donne l'expression de ces paramètres pour les différentes équations d'état vues précédemment.
| Équation d'état cubique           | {\displaystyle u}             | {\displaystyle w}                            | {\displaystyle r_{1}}                                                                                        | {\displaystyle r_{2}}                                                                                        |
| --------------------------------- | ----------------------------- | -------------------------------------------- | --- | --- |
| van der Waals Berthelot           | {\displaystyle 0}             | {\displaystyle 0}                            | {\displaystyle 0}                                                                                            | {\displaystyle 0}                                                                                            |
| Clausius                          | {\displaystyle 2{c \over b}}  | {\displaystyle \left({c \over b}\right)^{2}} | {\displaystyle -{c \over b}}                                                                                 | {\displaystyle -{c \over b}}                                                                                 |
| Redlich-Kwong Soave-Redlich-Kwong | {\displaystyle 1}             | {\displaystyle 0}                            | {\displaystyle 0}                                                                                            | {\displaystyle -1}                                                                                           |
| Peng-Robinson                     | {\displaystyle 2}             | {\displaystyle -1}                           | {\displaystyle -1+{\sqrt {2}}}                                                                               | {\displaystyle -1-{\sqrt {2}}}                                                                               |
| Patel-Teja Patel-Teja-Valderrama  | {\displaystyle 1+{c \over b}} | {\displaystyle -{c \over b}}                 | {\displaystyle -{1 \over 2}\left(1+{c \over b}+{\sqrt {1+6{c \over b}+\left({c \over b}\right)^{2}}}\right)} | {\displaystyle -{1 \over 2}\left(1+{c \over b}-{\sqrt {1+6{c \over b}+\left({c \over b}\right)^{2}}}\right)} |

On pose également la forme généralisée :
avec {\displaystyle b_{1}=-br_{1}} et {\displaystyle b_{2}=-br_{2}}.
Par définition, toutes les équations d'état cubiques peuvent se mettre sous la forme générale de polynôme du troisième degré en {\displaystyle Z}, le facteur de compressibilité :
avec :
- {\displaystyle c_{2}{,}\,c_{1}{,}\,c_{0}} des paramètres qui ne dépendent que de la pression {\displaystyle P}, de la température {\displaystyle T} et de la composition (fractions molaires {\displaystyle x_{i}}),
- {\displaystyle Z={P{\bar {V}} \over RT}} le facteur de compressibilité, {\displaystyle R} étant la constante universelle des gaz parfaits.

Le volume molaire {\displaystyle {\bar {V}}} n'apparait que dans le facteur de compressibilité {\displaystyle Z}.
Le tableau suivant donne la valeur de ces paramètres pour les différentes équations d'état vues précédemment.
| Équation d'état cubique           | {\displaystyle c_{2}}  | {\displaystyle c_{1}}            | {\displaystyle c_{0}}            |
| --------------------------------- | ---------------------- | -------------------------------- | -------------------------------- |
| van der Waals Berthelot           | {\displaystyle -B-1}   | {\displaystyle A}                | {\displaystyle -AB}              |
| Clausius                          | {\displaystyle 2C-B-1} | {\displaystyle C^{2}-2BC-2C+A}   | {\displaystyle -BC^{2}-C^{2}-AB} |
| Redlich-Kwong Soave-Redlich-Kwong | {\displaystyle -1}     | {\displaystyle -B^{2}-B+A}       | {\displaystyle -AB}              |
| Peng-Robinson                     | {\displaystyle B-1}    | {\displaystyle -3B^{2}-2B+A}     | {\displaystyle B^{3}+B^{2}-AB}   |
| Patel-Teja Patel-Teja-Valderrama  | {\displaystyle C-1}    | {\displaystyle -2BC-B^{2}-B-C+A} | {\displaystyle B^{2}C+BC-AB}     |

## Règles de mélange
Les règles de mélange permettent l'application des équations d'état aux mélanges, c'est-à-dire de calculer les paramètres {\displaystyle a}, {\displaystyle b} et {\displaystyle c}, notés respectivement {\displaystyle a_{m}}, {\displaystyle b_{m}} et {\displaystyle c_{m}}, pour un mélange. Ces paramètres font intervenir la composition du mélange via les fractions molaires de ses constituants {\displaystyle x_{i}} et les paramètres {\displaystyle a_{i}}, {\displaystyle b_{i}} et {\displaystyle c_{i}} du corps {\displaystyle i} pur pour chacun des {\displaystyle N} corps du mélange.

### Règles classiques - van der Waals (1890)
Ces règles sont dues à van der Waals (1890) pour l'application de son équation d'état aux mélanges. Ces règles sont appelées règles de mélange classiques :
avec {\displaystyle k_{i,j}} un paramètre d'interaction binaire entre le corps {\displaystyle i} et le corps {\displaystyle j}, déterminé expérimentalement, avec {\displaystyle k_{i,j}=k_{j,i}} et {\displaystyle k_{i,i}=0}.
Variantes
Il existe des variantes de ces règles, l'une des plus simples consistant à calculer le covolume selon :
{\displaystyle b_{m}={1 \over 2}\sum _{i=1}^{N}\sum _{j=1}^{N}x_{i}x_{j}\left(b_{i}+b_{j}\right)\left(1-l_{i,j}\right)}
avec {\displaystyle l_{i,j}} un paramètre d'interaction binaire entre le corps {\displaystyle i} et le corps {\displaystyle j}, déterminé expérimentalement, avec {\displaystyle l_{i,j}=l_{j,i}} et {\displaystyle l_{i,i}=0}. Si tous les {\displaystyle l_{i,j}} sont nuls, cette règle revient à la règle classique.
Une autre variante consiste à calculer le covolume selon une combinaison des diamètres des particules :
{\displaystyle {b_{m}}^{\frac {1}{3}}={1 \over 2}\sum _{i=1}^{N}\sum _{j=1}^{N}x_{i}x_{j}\left({b_{i}}^{\frac {1}{3}}+{b_{j}}^{\frac {1}{3}}\right)\left(1-l_{i,j}\right)}
ou de la surface de leur section :
{\displaystyle {b_{m}}^{\frac {2}{3}}={1 \over 2}\sum _{i=1}^{N}\sum _{j=1}^{N}x_{i}x_{j}\left({b_{i}}^{\frac {2}{3}}+{b_{j}}^{\frac {2}{3}}\right)\left(1-l_{i,j}\right)}

### Règles de Huron-Vidal (1979)
En 1979 Huron et Vidal proposent des règles dans lesquelles le covolume du mélange est calculé selon la règle de van der Waals :
Mais le terme de cohésion, pour une équation d'état sans paramètre {\displaystyle c} (van der Waals, Berthelot, Redlich-Kwong, Preng-Robinson...), est calculé selon :
avec :
- {\displaystyle {\mathcal {C}}} une constante propre à chaque équation d'état : {\displaystyle {\mathcal {C}}={1 \over r_{1}-r_{2}}\ln \!\left({1-r_{1} \over 1-r_{2}}\right)} avec {\displaystyle r_{1}} et {\displaystyle r_{2}} les paramètres de la forme généralisée (FG2) de l'équation d'état cubique ; si {\displaystyle r_{1}=r_{2}} (y compris si {\displaystyle r_{1}=r_{2}=0}), alors {\displaystyle {\mathcal {C}}=-{1 \over 1-r_{1}}} ;
- {\displaystyle {\bar {G}}_{\gamma }^{\text{E}}} un modèle d'enthalpie libre molaire d'excès extérieur à l'équation d'état (comme les modèles de Margules, Van Laar (en), Wilson, NRTL (en), UNIQUAC, UNIFAC ou COSMOSPACE).

Pour une équation d'état avec un paramètre {\displaystyle c} (Clausius, Patel-Teja...), il faut ajouter la règle de mélange :
et modifier la règle de mélange du paramètre de cohésion :
avec :
- {\displaystyle {\mathcal {C}}_{m}} la constante {\displaystyle {\mathcal {C}}} calculée pour le mélange ;
- {\displaystyle {\mathcal {C}}_{i}} la constante {\displaystyle {\mathcal {C}}} calculée pour le corps {\displaystyle i} pur.

Le principal défaut de ces règles est qu'elles prennent pour référence un état à pression infinie, or les modèles d'enthalpie libre molaire d'excès {\displaystyle {\bar {G}}_{\gamma }^{\text{E}}} sont développés pour des pressions de l'ordre de la pression atmosphérique. Afin de corriger ce défaut, ces règles ont fait l'objet de deux modifications importantes par Michelsen en 1990 et par Dahl et Michelsen également en 1990.

### Règles de Wong-Sandler (1992)
En 1992 Wong et Sandler proposent, pour une équation d'état sans paramètre {\displaystyle c} (van der Waals, Berthelot, Redlich-Kwong, Preng-Robinson...), de modifier la règle de mélange du covolume selon :
avec :
- {\displaystyle {\mathcal {C}}} une constante propre à chaque équation d'état : {\displaystyle {\mathcal {C}}={1 \over r_{1}-r_{2}}\ln \!\left({1-r_{1} \over 1-r_{2}}\right)} avec {\displaystyle r_{1}} et {\displaystyle r_{2}} les paramètres de la forme généralisée (FG2) de l'équation d'état cubique ; si {\displaystyle r_{1}=r_{2}} (y compris si {\displaystyle r_{1}=r_{2}=0}), alors {\displaystyle {\mathcal {C}}=-{1 \over 1-r_{1}}} ;
- {\displaystyle {\bar {G}}_{\gamma }^{\text{E}}} un modèle d'enthalpie libre molaire d'excès extérieur à l'équation d'état (comme les modèles de Margules, Van Laar (en), Wilson, NRTL (en), UNIQUAC, UNIFAC ou COSMOSPACE) ;
- {\displaystyle \left(b-{a \over RT}\right)_{i,j}={1 \over 2}\left[\left(b_{i}-{a_{i} \over RT}\right)+\left(b_{j}-{a_{j} \over RT}\right)\right]\left(1-k_{i,j}\right)} ; {\displaystyle k_{i,j}} étant un paramètre d'interaction binaire entre le corps {\displaystyle i} et le corps {\displaystyle j}, déterminé expérimentalement, avec {\displaystyle k_{i,j}=k_{j,i}} et {\displaystyle k_{i,i}=0}.

Le terme de cohésion est calculé selon :
Pour une équation d'état avec un paramètre {\displaystyle c} (Clausius, Patel-Teja...), il faut ajouter la règle de mélange :
et modifier la règle de mélange du covolume :
avec :
- {\displaystyle {\mathcal {C}}_{m}} la constante {\displaystyle {\mathcal {C}}} calculée pour le mélange ;
- {\displaystyle {\mathcal {C}}_{i}} la constante {\displaystyle {\mathcal {C}}} calculée pour le corps {\displaystyle i} pur.

Contrairement aux règles de van der Waals et de Huron-Vidal, les règles de Wong-Sandler impliquent une dépendance du paramètre {\displaystyle b_{m}} à la température, même si les paramètres {\displaystyle b_{i}} des corps purs sont des constantes.

## Résolution d'une équation d'état cubique

### Méthode de Cardan

#### Discriminant

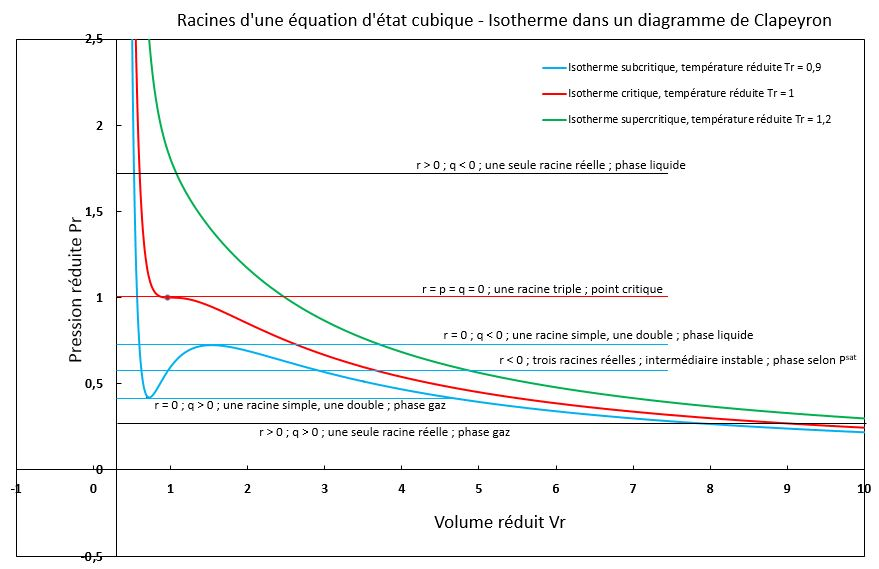
Figure 2 - Racines d'une équation d'état cubique. Signification en fonction de la résolution par la méthode de Cardan.
Sur une isotherme (à température donnée), pour une pression donnée, il peut correspondre une ou plusieurs racines (plusieurs volumes molaires) qui peuvent être attribuées selon le cas à une phase gaz ou une phase liquide.

Soit une équation d'état cubique mise sous sa forme polynomiale généralisée (FP) :
Le volume molaire {\displaystyle {\bar {V}}} n'apparait que dans le facteur de compressibilité {\displaystyle Z}. Connaissant {\displaystyle P}, {\displaystyle T} et la composition, le volume molaire du mélange est calculé à partir des racines du polynôme en {\displaystyle Z} :
{\displaystyle {\bar {V}}=Z{RT \over P}}
Les racines du polynôme peuvent être trouvées à l'aide de la méthode de Cardan. On pose :
{\displaystyle p=c_{1}-{{c_{2}}^{2} \over 3}}
{\displaystyle q=c_{0}-{c_{1}c_{2} \over 3}+{2{c_{2}}^{3} \over 27}}
{\displaystyle r} est un discriminant qui permet de distinguer trois cas (voir Figure 2).

#### Cas du discriminant positif
Si {\displaystyle r>0} le polynôme admet une racine réelle et deux complexes, seule la racine réelle nous intéresse :
On distingue deux cas :
- si {\displaystyle q>0} le mélange est liquide,
- si {\displaystyle q<0} le mélange est gazeux.

Quelle que soit la température (critique, subcritique ou supercritique), les isothermes possèdent des branches correspondant à {\displaystyle r>0}. Les isothermes supercritiques ne rencontrent que ce cas.

#### Cas du discriminant nul
Si {\displaystyle r=0} le polynôme admet trois racines réelles dont une racine multiple :
- si {\displaystyle p=q=0} alors la racine est triple et {\displaystyle Z_{0}=Z_{1}=Z_{2}=-{c_{2} \over 3}}, il s'agit du point critique, seule l'isotherme critique rencontre donc ce cas,
- sinon, le polynôme admet une racine simple et une double :

On distingue deux cas :
- si {\displaystyle q>0} la racine simple correspond à un liquide, la double à un gaz (point K de la Figure 1),
- si {\displaystyle q<0} la racine simple correspond à un gaz, la double à un liquide (point I de la Figure 1).

Dans les deux cas, la racine double correspond à une phase instable et doit être écartée. Seule la phase correspondant à la racine simple est stable et doit être retenue. Seules les isothermes subcritiques rencontrent le cas {\displaystyle r=0} avec {\displaystyle q\neq 0}.

#### Cas du discriminant négatif
Si {\displaystyle r<0} le polynôme admet trois racines réelles distinctes. On pose :
{\displaystyle \theta =\arccos \!\left(-{q \over 2}\cdot {\sqrt {-27 \over p^{3}}}\right)}
Avec {\displaystyle k\in \left[0,1,2\right]}, on calcule les trois racines selon :
La plus grande racine permet de calculer le volume molaire d'un gaz (point G de la Figure 1). La plus petite racine permet de calculer le volume molaire d'un liquide (point L de la Figure 1). La racine intermédiaire (point J de la Figure 1) n'a pas de réalité physique, il s'agirait d'une phase dont le volume molaire augmenterait avec une augmentation de pression (une phase ayant une compressibilité négative), ce qui n'existe pas.
Dans le cas d'un corps pur, si la pression {\displaystyle P>P^{\text{sat}}\!\left(T\right)} la pression de vapeur saturante, alors seul le liquide est stable. Inversement, si {\displaystyle P<P^{\text{sat}}\!\left(T\right)}, seul le gaz est stable. Si {\displaystyle P=P^{\text{sat}}\!\left(T\right)} il y a équilibre liquide-vapeur, les deux phases sont stables. Seules les isothermes subcritiques rencontrent le cas {\displaystyle r<0}.

### Résolution par ordinateur
Lors d'une résolution par ordinateur, les erreurs d'arrondi rendent le cas {\displaystyle r=0} improbable. De façon générale, si {\displaystyle r} tend vers 0, c'est-à-dire lorsque {\displaystyle \left({p \over 3}\right)^{3}} et {\displaystyle \left({q \over 2}\right)^{2}} sont proches en valeur absolue, mais opposés par le signe, le calcul devient imprécis. Il est alors nécessaire d'affiner les résultats par une autre méthode, comme la méthode de Newton que les résultats de la méthode de Cardan serviraient à initialiser,.

## Grandeurs calculables avec les équations d'état cubiques

### Pression de vapeur saturante

Figure 3 - Règle du palier de Maxwell appliquée à l'équation d'état de Van der Waals : la ligne horizontale est tracée de façon à couper la ligne isotherme théorique en délimitant deux surfaces d'aires égales.

Ce qui suit n'est applicable qu'à un corps pur. Le calcul des pression de bulle et de rosée d'un mélange est plus complexe et nécessite le calcul des coefficients de fugacité de chacun des composants du mélange.
Pour une température {\displaystyle T} donnée inférieure à la température critique {\displaystyle T_{\mathrm {c} }}, pour des pressions {\displaystyle P} inférieures à la pression critique {\displaystyle P_{\mathrm {c} }}, une équation d'état cubique peut produire trois valeurs du volume molaire {\displaystyle {\bar {V}}} d'un corps pur : le polynôme de degré trois en {\displaystyle Z=P{\bar {V}}/RT} peut en effet avoir trois racines réelles. La plus grande de ces racines permet le calcul d'un volume molaire attribuable à un gaz et noté {\displaystyle {\bar {V}}^{\text{g}}}. La plus petite de ces racines permet de calculer un volume molaire attribuable à un liquide et noté {\displaystyle {\bar {V}}^{\text{l}}}. La racine intermédiaire n'a pas de sens physique, il s'agirait d'une phase dont le volume molaire augmenterait avec une augmentation de pression (une phase ayant une compressibilité négative), ce qui n'existe pas.
Cependant, une équation d'état cubique suggère pour un corps pur la coexistence des deux phases liquide et gaz sur une certaine plage de pression pour une même température : selon les isothermes bleu turquoise de la Figure 1, la coexistence des deux phases serait possible entre les pressions des points I et K. L'expérience toutefois montre que pour un corps pur cette coexistence, ou équilibre, à température {\displaystyle T} donnée, n'a lieu qu'à une seule pression : la pression de vapeur saturante notée {\displaystyle P^{\text{sat}}\!\left(T\right)}. Les équations d'état cubiques sont donc incorrectes sur ce point et ne permettent pas le calcul direct des pressions de vapeur saturante, mais la règle du palier de Maxwell remédie à ce problème. Cette règle indique que le gaz et le liquide sont à l'équilibre si :
Ce qui revient à dire que les deux surfaces violettes représentées sur la Figure 3 ci-dessus sont égales.
La forme généralisée (FG2) des équations d'état cubiques donne :
{\displaystyle P={RT \over {\bar {V}}-b}-{a \over \left({\bar {V}}-br_{1}\right)\left({\bar {V}}-br_{2}\right)}}
{\displaystyle \int _{{\bar {V}}^{\text{l}}}^{{\bar {V}}^{\text{g}}}P\,\mathrm {d} {\bar {V}}=RT\!\cdot \!\int _{{\bar {V}}^{\text{l}}}^{{\bar {V}}^{\text{g}}}{\mathrm {d} {\bar {V}} \over {\bar {V}}-b}-a\!\cdot \!\int _{{\bar {V}}^{\text{l}}}^{{\bar {V}}^{\text{g}}}{1 \over \left({\bar {V}}-br_{1}\right)\left({\bar {V}}-br_{2}\right)}\,\mathrm {d} {\bar {V}}}
{\displaystyle =RT\!\cdot \!{\Biggl [}\ln \!\left({\bar {V}}-b\right){\Biggr ]}_{{\bar {V}}^{\text{l}}}^{{\bar {V}}^{\text{g}}}-a\!\cdot \!\left[{{\mathcal {F}}\!\left({\bar {V}}\right) \over b}\right]_{{\bar {V}}^{\text{l}}}^{{\bar {V}}^{\text{g}}}=RT\!\cdot \!\ln \!\left({{\bar {V}}^{\text{g}}-b \over {\bar {V}}^{\text{l}}-b}\right)-{a \over b}\!\cdot \!\left({\mathcal {F}}\!\left({\bar {V}}^{\text{g}}\right)-{\mathcal {F}}\!\left({\bar {V}}^{\text{l}}\right)\right)}
On a donc, en appliquant la règle du palier de Maxwell à l'équation d'état cubique généralisée (FG2) :
La température {\displaystyle T} étant donnée, on a un système de trois équations à trois inconnues (les volumes molaires {\displaystyle {\bar {V}}^{\text{g}}} et {\displaystyle {\bar {V}}^{\text{l}}} et la pression {\displaystyle P^{\text{sat}}}) :
{\displaystyle P^{\text{sat}}={RT \over {\bar {V}}^{\text{g}}-b}-{a \over \left({\bar {V}}^{\text{g}}-br_{1}\right)\left({\bar {V}}^{\text{g}}-br_{2}\right)}}
{\displaystyle P^{\text{sat}}={RT \over {\bar {V}}^{\text{l}}-b}-{a \over \left({\bar {V}}^{\text{l}}-br_{1}\right)\left({\bar {V}}^{\text{l}}-br_{2}\right)}}
{\displaystyle P^{\text{sat}}={RT \over {\bar {V}}^{\text{g}}-{\bar {V}}^{\text{l}}}\!\cdot \!\ln \!\left({{\bar {V}}^{\text{g}}-b \over {\bar {V}}^{\text{l}}-b}\right)-{a \over b\left({\bar {V}}^{\text{g}}-{\bar {V}}^{\text{l}}\right)}\left({\mathcal {F}}\!\left({\bar {V}}^{\text{g}}\right)-{\mathcal {F}}\!\left({\bar {V}}^{\text{l}}\right)\right)}
Le calcul de la pression de vapeur saturante d'un corps pur à température donnée {\displaystyle T<T_{\mathrm {c} }} peut s'effectuer de façon itérative comme suit :
1. fixer la pression {\displaystyle P^{0}<P_{\mathrm {c} }},
2. calculer la ou les racines de la forme polynomiale cubique de l'équation d'état à {\displaystyle T} et {\displaystyle P^{0}} par la méthode de Cardan,
3. si l'équation ne produit qu'une seule racine réelle, recommencer en 1,
4. si l'équation produit trois racines réelles, calculer {\displaystyle {\bar {V}}^{\text{g}}} à partir de la plus grande racine et {\displaystyle {\bar {V}}^{\text{l}}} à partir de la plus petite racine,
5. calculer {\displaystyle \Delta =RT\!\cdot \!\ln \!\left({{\bar {V}}^{\text{g}}-b \over {\bar {V}}^{\text{l}}-b}\right)-{a \over b}\!\cdot \!\left({\mathcal {F}}\!\left({\bar {V}}^{\text{g}}\right)-{\mathcal {F}}\!\left({\bar {V}}^{\text{l}}\right)\right)-P\!\cdot \!\left({\bar {V}}^{\text{g}}-{\bar {V}}^{\text{l}}\right)},
6. si {\displaystyle \Delta \neq 0} recommencer en 1,
7. sinon {\displaystyle P^{\text{sat}}\!\left(T\right)=P^{0}}.

Une fois la pression de vapeur saturante connue, on peut écarter les phases métastables et instables lorsque l'équation d'état cubique produit trois racines réelles à la même température mais à d'autres pressions que la pression de vapeur saturante. En dessous de {\displaystyle P^{\text{sat}}\!\left(T\right)} seule la phase gaz existe de façon stable : si l'équation d'état produit trois racines réelles seule celle attribuable à un gaz, la plus grande, doit être retenue. Au-dessus de {\displaystyle P^{\text{sat}}\!\left(T\right)} seule la phase liquide est stable : si l'équation d'état produit trois racines réelles seule celle attribuable à un liquide, la plus petite, doit être retenue.

### Coefficient de fugacité

#### Pour un corps pur
Pour un corps pur (liquide ou gazeux) le coefficient de fugacité {\displaystyle \phi ^{*}} calculé avec la forme généralisée (FG2) des équations d'état cubiques vaut :
ou, sous forme adimensionnelle :
avec {\displaystyle \phi ^{*}} le coefficient de fugacité du corps pur.
À saturation, les coefficients de fugacité du corps pur en phases liquide et vapeur sont égaux. On note :
- {\displaystyle \phi ^{\text{g,*}}} le coefficient de fugacité du corps pur en phase gaz ;
- {\displaystyle \phi ^{\text{l,*}}} le coefficient de fugacité du corps pur en phase liquide ;
- {\displaystyle {\bar {V}}^{\text{g}}} le volume molaire du corps pur en phase gaz ;
- {\displaystyle {\bar {V}}^{\text{l}}} le volume molaire du corps pur en phase liquide.

On a donc, à saturation :
{\displaystyle RT\,\ln \phi ^{\text{l,*}}=RT\,\ln \phi ^{\text{g,*}}}
{\displaystyle {a \over b}{\mathcal {F}}\!\left({\bar {V}}^{\text{l}}\right)+P{\bar {V}}^{\text{l}}-RT-RT\,\ln \!\left({P\left({\bar {V}}^{\text{l}}-b\right) \over RT}\right)={a \over b}{\mathcal {F}}\!\left({\bar {V}}^{\text{g}}\right)+P{\bar {V}}^{\text{g}}-RT-RT\,\ln \!\left({P\left({\bar {V}}^{\text{g}}-b\right) \over RT}\right)}
En réarrangeant, on retrouve l'expression issue de la règle du palier de Maxwell appliquée à l'équation d'état cubique généralisée (FG2) :
{\displaystyle RT\,\ln \!\left({{\bar {V}}^{\text{g}}-b \over {\bar {V}}^{\text{l}}-b}\right)-{a \over b}\!\cdot \!\left({\mathcal {F}}\!\left({\bar {V}}^{\text{g}}\right)-{\mathcal {F}}\!\left({\bar {V}}^{\text{l}}\right)\right)-P\!\cdot \!\left({\bar {V}}^{\text{g}}-{\bar {V}}^{\text{l}}\right)=0}

#### Pour un corps dans un mélange
Dans ce qui suit un mélange (liquide ou gazeux) de {\displaystyle N} corps est considéré. Les expressions données ci-dessous sont établies avec la forme généralisée (FG3) des équations d'état cubiques.
Le coefficient de fugacité de tout corps {\displaystyle i} du mélange est calculé selon :
ou, sous forme adimensionnelle :
avec :
- {\displaystyle a_{i}^{\prime }=\left({\partial a \over \partial n_{i}}\right)_{T,n_{j\neq i}}} la dérivée partielle du terme de cohésion du mélange par rapport à la quantité {\displaystyle n_{i}} du corps {\displaystyle i}, à température et quantités des autres corps constantes ;
- {\displaystyle A_{i}^{\prime }={na_{i}^{\prime }P \over R^{2}T^{2}}} le paramètre {\displaystyle a_{i}^{\prime }} normé ;
- {\displaystyle b_{i}^{\prime }=\left({\partial b \over \partial n_{i}}\right)_{T,n_{j\neq i}}} la dérivée partielle du covolume molaire du mélange par rapport à la quantité {\displaystyle n_{i}} du corps {\displaystyle i}, à température et quantités des autres corps constantes ;
- {\displaystyle B_{i}^{\prime }={nb_{i}^{\prime }P \over RT}} le paramètre {\displaystyle b_{i}^{\prime }} normé ;
- {\displaystyle b_{1,i}^{\prime }=\left({\partial b_{1} \over \partial n_{i}}\right)_{T,n_{j\neq i}}} la dérivée partielle du paramètre {\displaystyle b_{1}} par rapport à la quantité {\displaystyle n_{i}} du corps {\displaystyle i}, à température et quantités des autres corps constantes ;
- {\displaystyle B_{1,i}^{\prime }={nb_{1,i}^{\prime }P \over RT}} le paramètre {\displaystyle b_{1,i}^{\prime }} normé ;
- {\displaystyle b_{2,i}^{\prime }=\left({\partial b_{2} \over \partial n_{i}}\right)_{T,n_{j\neq i}}} la dérivée partielle du paramètre {\displaystyle b_{2}} par rapport à la quantité {\displaystyle n_{i}} du corps {\displaystyle i}, à température et quantités des autres corps constantes ;
- {\displaystyle B_{2,i}^{\prime }={nb_{2,i}^{\prime }P \over RT}} le paramètre {\displaystyle b_{2,i}^{\prime }} normé ;
- {\displaystyle \phi _{i}} le coefficient de fugacité du corps {\displaystyle i} en mélange.

Pour un corps pur {\displaystyle a_{i}^{\prime }=b_{i}^{\prime }=b_{1,i}^{\prime }=b_{2,i}^{\prime }=0}, on vérifie que l'on retrouve l'expression de {\displaystyle RT\,\ln \phi ^{*}}.

### Grandeurs résiduelles
Les grandeurs résiduelles {\displaystyle X^{\text{RES}}} expriment l'écart entre les propriétés extensives d'un mélange réel {\displaystyle X} et celles d'un mélange de gaz parfaits {\displaystyle X^{\bullet }}. Pour calculer une propriété d'un mélange réel (liquide ou gaz), il suffit donc de calculer la propriété correspondante d'un mélange de gaz parfaits et de lui ajouter la grandeur résiduelle appropriée, toutes ces propriétés étant calculées aux mêmes pression, température et composition que le mélange réel :
Les grandeurs résiduelles sont calculées avec l'équation d'état cubique généralisée (FG2).
Les expressions données ci-dessous ne sont valables que si seul le paramètre {\displaystyle a} dépend de la température.
Pour un corps pur comme pour un mélange (liquide ou gazeux), les grandeurs résiduelles valent (les expressions sont données à chaque fois sous forme dimensionnelle et sous forme adimensionnelle) :
- énergie libre résiduelle molaire :

- entropie résiduelle molaire :

- énergie interne résiduelle molaire :

- volume résiduel molaire :

- enthalpie résiduelle molaire :

- enthalpie libre résiduelle molaire :

avec :
- {\displaystyle a_{T}^{\prime }=\left({\partial a \over \partial T}\right)_{n}} la dérivée partielle du terme de cohésion par rapport à la température à composition constante ;
- {\displaystyle A_{T}^{\prime }={a_{T}^{\prime }P \over R^{2}T}} le paramètre {\displaystyle a_{T}^{\prime }} normé.

Rappelons que par définition :
- pour un corps pur : {\displaystyle {{\bar {G}}^{\text{RES}} \over RT}=\ln \phi ^{*}} ;
- pour un mélange : {\displaystyle {{\bar {G}}^{\text{RES}} \over RT}=\sum _{i=1}^{N}x_{i}\ln \phi _{i}}.

On remarquera également que pour un gaz parfait (corps pur ou mélange) {\displaystyle A=0}, {\displaystyle B=0} et {\displaystyle Z=1} : toutes les grandeurs résiduelles sont nulles comme il se doit.

## Notations

### Alphabet latin
- {\displaystyle a} le terme de cohésion (fonction de la température) ;
- {\displaystyle A={aP \over R^{2}T^{2}}} le terme de cohésion normé ;
- {\displaystyle a_{i}} le paramètre {\displaystyle a} de l'équation pour le corps {\displaystyle i} pur ;
- {\displaystyle a_{m}} le paramètre {\displaystyle a} de l'équation pour un mélange ;
- {\displaystyle b} le covolume molaire (constant) ;
- {\displaystyle B={bP \over RT}} le covolume molaire normé ;
- {\displaystyle b_{i}} le paramètre {\displaystyle b} de l'équation pour le corps {\displaystyle i} pur ;
- {\displaystyle b_{m}} le paramètre {\displaystyle b} de l'équation pour un mélange ;
- {\displaystyle b_{1}=-br_{1}} un paramètre de la forme généralisée (FG3) des équations d'état cubiques ;
- {\displaystyle B_{1}={b_{1}P \over RT}} le paramètre {\displaystyle b_{1}} normé ;
- {\displaystyle b_{2}=-br_{2}} un paramètre de la forme généralisée (FG3) des équations d'état cubiques ;
- {\displaystyle B_{2}={b_{2}P \over RT}} le paramètre {\displaystyle b_{2}} normé ;
- {\displaystyle c} un volume molaire correctif (constant) ;
- {\displaystyle c_{i}} le paramètre {\displaystyle c} de l'équation pour le corps {\displaystyle i} pur ;
- {\displaystyle c_{m}} le paramètre {\displaystyle c} de l'équation pour un mélange ;
- {\displaystyle c_{2}{,}\,c_{1}{,}\,c_{0}} les paramètres de la forme généralisée (FP) des équations d'état cubiques ;
- {\displaystyle C={cP \over RT}} le volume molaire correctif normé ;
- {\displaystyle {\mathcal {C}}} une constante propre à chaque équation d'état (voir plus bas) ;
- {\displaystyle {\mathcal {F}}} une fonction du volume et de la composition (voir plus bas) ;
- {\displaystyle {\bar {G}}_{\gamma }^{\text{E}}} un modèle d'enthalpie libre molaire d'excès extérieur à l'équation d'état (comme les modèles de Margules, Van Laar (en), Wilson, NRTL (en), UNIQUAC, UNIFAC ou COSMOSPACE) ;
- {\displaystyle k_{i,j}} un paramètre d'interaction binaire entre le corps {\displaystyle i} et le corps {\displaystyle j}, déterminé expérimentalement, avec {\displaystyle k_{i,j}=k_{j,i}} et {\displaystyle k_{i,i}=0} ;
- {\displaystyle {\bar {V}}} le volume molaire ;
- {\displaystyle m} une fonction du facteur acentrique incluse dans l'expression de {\displaystyle \alpha } ;
- {\displaystyle n} la quantité de matière (nombre de moles) ;
- {\displaystyle N} le nombre de constituants du mélange ;
- {\displaystyle P} la pression ;
- {\displaystyle P_{\mathrm {c} }} la pression critique d'un corps pur ;
- {\displaystyle P^{\text{sat}}} la pression de vapeur saturante d'un corps pur ;
- {\displaystyle r_{1}{,}\,r_{2}} les paramètres de la forme généralisée (FG2) des équations d'état cubiques ;
- {\displaystyle R} la constante universelle des gaz parfaits ;
- {\displaystyle T} la température absolue ;
- {\displaystyle T_{\mathrm {c} }} la température critique d'un corps pur ;
- {\displaystyle T_{\mathrm {r} }} la température réduite {\displaystyle T_{\mathrm {r} }=T/T_{\mathrm {c} }} ;
- {\displaystyle u} un paramètre de la forme généralisée (FG1) des équations d'état cubiques ;
- {\displaystyle V} le volume ;
- {\displaystyle {\bar {V}}} le volume molaire : {\displaystyle {\bar {V}}=V/n} ;
- {\displaystyle {\bar {V}}_{\mathrm {c} }} le volume molaire critique d'un corps pur ;
- {\displaystyle {\bar {V}}^{\text{g}}} le volume molaire d'une phase gaz ;
- {\displaystyle {\bar {V}}^{\text{l}}} le volume molaire d'une phase liquide ;
- {\displaystyle w} un paramètre de la forme généralisée (FG1) des équations d'état cubiques ;
- {\displaystyle x_{i}} la fraction molaire du corps {\displaystyle i} dans un mélange ;
- {\displaystyle Z={P{\bar {V}} \over RT}} le facteur de compressibilité ;
- {\displaystyle Z_{\mathrm {c} }={P_{\mathrm {c} }{\bar {V}}_{\mathrm {c} } \over RT_{\mathrm {c} }}} le facteur de compressibilité critique d'un corps pur.

### Alphabet grec
- {\displaystyle \alpha } une fonction de la température réduite {\displaystyle T_{\mathrm {r} }}, incluse dans l'expression de {\displaystyle a} ;
- {\displaystyle \phi ^{*}} le coefficient de fugacité d'un corps pur ;
- {\displaystyle \phi _{i}} le coefficient de fugacité du corps {\displaystyle i} dans un mélange ;
- {\displaystyle \omega } le facteur acentrique.

### Constante C et fonction F
{\displaystyle {\mathcal {C}}} est une constante propre à chaque équation d'état définie par :
- {\displaystyle {\mathcal {C}}={1 \over r_{1}-r_{2}}\ln \!\left({1-r_{1} \over 1-r_{2}}\right)} avec {\displaystyle r_{1}} et {\displaystyle r_{2}} les paramètres de la forme généralisée (FG2) de l'équation d'état cubique ;
- si {\displaystyle r_{1}=r_{2}} (y compris si {\displaystyle r_{1}=r_{2}=0}), alors {\displaystyle {\mathcal {C}}=-{1 \over 1-r_{1}}}.

{\displaystyle {\mathcal {F}}} est une fonction adimensionnelle du volume et de la composition telle que, selon la notation généralisée (FG2) des équations d'état cubiques :
{\displaystyle \int _{+\infty }^{V}{1 \over \left(V-nbr_{1}\right)\left(V-nbr_{2}\right)}\,\mathrm {d} V={1 \over nb}{\mathcal {F}}\!\left(V,n\right)}
- si {\displaystyle r_{1}\neq r_{2}} : {\displaystyle {\mathcal {F}}\!\left(V,n\right)={1 \over r_{1}-r_{2}}\ln \!\left({V-nbr_{1} \over V-nbr_{2}}\right)}

On a également, selon la notation :
{\displaystyle {\mathcal {F}}\!\left({\bar {V}},z\right)={1 \over r_{1}-r_{2}}\ln \!\left({{\bar {V}}-br_{1} \over {\bar {V}}-br_{2}}\right)=-{b \over b_{1}-b_{2}}\ln \!\left({{\bar {V}}+b_{1} \over {\bar {V}}+b_{2}}\right)}
{\displaystyle {\mathcal {F}}\!\left(Z,z\right)={1 \over r_{1}-r_{2}}\ln \!\left({Z-Br_{1} \over Z-Br_{2}}\right)=-{B \over B_{1}-B_{2}}\ln \!\left({Z+B_{1} \over Z+B_{2}}\right)}
- si {\displaystyle r_{1}=r_{2}} (y compris {\displaystyle r_{1}=r_{2}=0}) : {\displaystyle {\mathcal {F}}\!\left(V,n\right)=-{nb \over V-nbr_{1}}}

On a également, selon la notation :
{\displaystyle {\mathcal {F}}\!\left({\bar {V}},z\right)=-{b \over {\bar {V}}-br_{1}}=-{b \over {\bar {V}}+b_{1}}}
{\displaystyle {\mathcal {F}}\!\left(Z,z\right)=-{B \over Z-Br_{1}}=-{B \over Z+B_{1}}}
Pour un corps pur {\displaystyle {\mathcal {F}}} est indépendante de la quantité de matière : {\displaystyle {\mathcal {F}}\!\left(V,n\right)={\mathcal {F}}\!\left({\bar {V}}\right)}.